# Michal Sadílek
Michal Sadílek (Uherské Hradiště, 1999. május 31. –) cseh válogatott labdarúgó, a Twente játékosa.

## Pályafutása

### Klubcsapatokban
Az 1. FC Slovácko csapatából került a holland PSV Eindhoven akadémiájára. 2016. november 4-én mutatkozott be a Jong PSV csapatában a Helmond Sport ellen 1–0-ra elvesztett másodosztályú bajnoki mérkőzésen. 2018. szeptember 26-án az első csapatban a kupában az Excelsior Maassluis ellen mutatkozott be. December 7-én a bajnokságban is bemutatkozhatott az SBV Excelsior ellen. Négy nappal később az UEFA-bajnokok ligájában lépett pályára első alkalommal az olasz Internazionale ellen. December 22-én az Alkmaar ellen megszerezte első gólját a csapatban. 2020. október 5-én egy szezonra kölcsönbe került a Slovan Liberec csapatához.

### A válogatottban
Részt vett a 2015-ös U17-es labdarúgó-Európa-bajnokságon és a 2017-es U19-es labdarúgó-Európa-bajnokságon. 2019-ben Bulgária és Montenegró ellen a kispadon kapott lehetőséget a felnőtt válogatottban Jaroslav Šilhavý szövetségi kapitánytól a 2020-as labdarúgó-Európa-bajnokság selejtezőjében. 2021 márciusában bekerült Karel Krejčí U21-es labdarúgó-Európa-bajnokságra utazó keretébe. A 2020-as labdarúgó-Európa-bajnokságra utazó keret tagja volt.
2024. május 28-án Ivan Hašek meghívta a 2024-es labdarúgó-Európa-bajnokságra utazó válogatott keretbe.

## Statisztika
2021. március 20-i állapotnak megfelelően.
| Klub             | Szezon           | Bajnokság | Bajnokság | Kupa  | Kupa  | Nemzetközi | Nemzetközi | Egyéb | Egyéb | Összesen | Összesen |
| Klub             | Szezon           | Mérk.     | Gólok     | Mérk. | Gólok | Mérk.      | Gólok      | Mérk. | Gólok | Mérk.    | Gólok    |
| ---------------- | ---------------- | --------- | --------- | ----- | ----- | ---------- | ---------- | ----- | ----- | -------- | -------- |
| Jong PSV         | 2016–17          | 1         | 0         | -     | -     | -          | -          | -     | -     | 1        | 0        |
| Jong PSV         | 2017–18          | 2         | 0         | -     | -     | -          | -          | -     | -     | 2        | 0        |
| Jong PSV         | 2018–19          | 5         | 0         | -     | -     | -          | -          | -     | -     | 4        | 0        |
| Jong PSV         | 2019–20          | 2         | 0         | -     | -     | -          | -          | -     | -     | 4        | 0        |
| Összesen         | Összesen         | 10        | 0         | 0     | 0     | 0          | 0          | 0     | 0     | 10       | 0        |
| PSV Eindhoven    | 2018–19          | 11        | 1         | 1     | 0     | 1          | 0          | -     | -     | 13       | 1        |
| PSV Eindhoven    | 2019–20          | 14        | 1         | 0     | 0     | 9          | 0          | 1     | 0     | 24       | 1        |
| PSV Eindhoven    | 2020–21          | 2         | 0         | 0     | 0     | 1          | 0          | -     | -     | 3        | 0        |
| Összesen         | Összesen         | 27        | 2         | 1     | 0     | 11         | 0          | 1     | 0     | 40       | 2        |
| Slovan Liberec   | 2020–21          | 15        | 3         | 1     | 0     | 5          | 0          | -     | -     | 21       | 3        |
| Összesen         | Összesen         | 15        | 3         | 1     | 0     | 5          | 0          | 0     | 0     | 21       | 3        |
| Karrier összesen | Karrier összesen | 52        | 5         | 2     | 0     | 16         | 0          | 1     | 0     | 71       | 5        |

## Külső hivatkozások
- Michal Sadílek adatlapja a Transfermarkt oldalán (angolul)
- Michal Sadílek adatlapja a Soccerway oldalon (angolul)
- Michal Sadílek az Instagramon